# Eric Wood
Eric Wood (Cincinnati, 18 marzo 1986) è un ex giocatore di football americano statunitense che ha militato per tutta la carriera nei Buffalo Bills della National Football League (NFL).

## Carriera universitaria
Al college, Wood giocato con i Louisville Cardinals, squadra rappresentativa dell'università di Louisville.
Riconoscimenti vinti:
- First-team Freshman All-American (2005).
- Second-team All-Big East (2006).
- (2) First-team All-Big East (2007 e 2008).

## Carriera professionistica

### Buffalo Bills

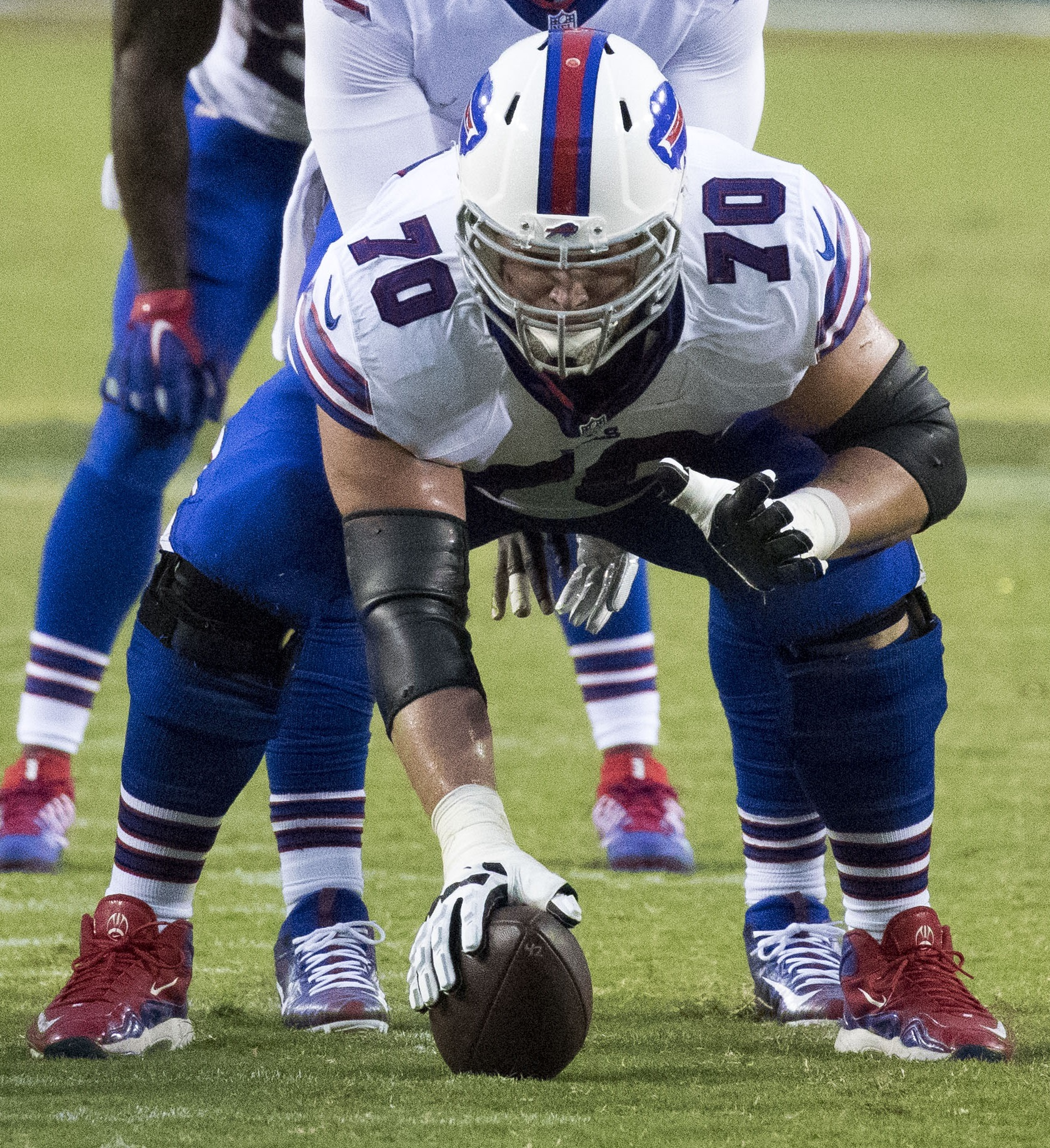
Wood nella pre-stagione 2016

Al draft NFL 2009 è stato selezionato come 28ª scelta assoluta dai Bills. Il 28 luglio 2009 ha firmato un contratto di 5 anni per 12 milioni di dollari. Ha debuttato nella NFL il 12 settembre 2009 contro i Miami Dolphins indossando la maglia numero 70. Il 22 novembre durante la partita contro i Jacksonville Jaguars si è fratturato la tibia e il perone. Due giorni dopo è stato messo sulla lista infortunati concludendo in anticipo la stagione regolare.
Nella stagione successiva ritorna a giocare fin dalla prima partita, e per tutta la stagione ha saltato solamente due partite a causa di un infortunio alla caviglia.
Nella stagione 2011 dopo 9 partite subisce un infortunio al legamento crociato anteriore, il 15 novembre viene messo sulla lista infortunati finendo in anticipo la stagione regolare. Nel 2015 fu convocato per il suo primo Pro Bowl al posto di Ryan Kalil, impegnato nel Super Bowl 50.

## Palmarès
- Convocazioni al Pro Bowl: 1

2015